# Norvegia ai X Giochi olimpici invernali
La Norvegia partecipò ai X Giochi olimpici invernali, svoltisi a Grenoble, Francia, dal 6 al 18 febbraio 1968, con una delegazione di 65 atleti impegnati in otto discipline.

## Medagliere

### Per discipline
| Sport                   | Oro | Argento | Bronzo | Totale |
| ----------------------- | --- | ------- | ------ | ------ |
| Sci di fondo            | 4   | 2       | 1      | 7      |
| Pattinaggio di velocità | 1   | 3       | 0      | 4      |
| Biathlon                | 1   | 1       | 0      | 2      |
| Salto con gli sci       | 0   | 0       | 1      | 1      |
| Totale                  | 6   | 6       | 2      | 14     |

### Medaglie
| Medaglia | Atleta                                                    | Sport                   | Evento                      |
| -------- | --------------------------------------------------------- | ----------------------- | --------------------------- |
| Oro      | Magnar Solberg                                            | Biathlon                | 20 km maschile              |
| Oro      | Fred Anton Maier                                          | Pattinaggio di velocità | 5000 m maschile             |
| Oro      | Harald Grønningen                                         | Sci di fondo            | 15 km maschile              |
| Oro      | Ole Ellefsæter                                            | Sci di fondo            | 50 km maschile              |
| Oro      | Odd Martinsen Pål Tyldum Harald Grønningen Ole Ellefsæter | Sci di fondo            | Staffetta maschile          |
| Oro      | Inger Aufles Babben Enger-Damon Berit Mørdre Lammedal     | Sci di fondo            | Staffetta femminile         |
| Argento  | Ola Wærhaug Olav Jordet Magnar Solberg Jon Istad          | Biathlon                | Staffetta 4x7,5 km maschile |
| Argento  | Magne Thomassen                                           | Pattinaggio di velocità | 500 m maschile              |
| Argento  | Ivar Eriksen                                              | Pattinaggio di velocità | 1500 m maschile             |
| Argento  | Fred Anton Maier                                          | Pattinaggio di velocità | 10000 m maschile            |
| Argento  | Odd Martinsen                                             | Sci di fondo            | 30 km maschile              |
| Argento  | Berit Mørdre Lammedal                                     | Sci di fondo            | 10 km femminile             |
| Bronzo   | Lars Grini                                                | Salto con gli sci       | Trampolino lungo            |
| Bronzo   | Inger Aufles                                              | Sci di fondo            | 10 km femminile             |